# Lancashire Heeler
Il Lancashire Heeler è una razza di cani originaria dell'Inghilterra, considerato razza vulnerabile dal The Kennel Club.